# ひらのあゆ
ひらの あゆは、日本の漫画家。広島県出身。主に4コマ漫画を手がける。シャーロキアン。

## 作品リスト

### 連載中
- ラディカル・ホスピタル（まんがタイムオリジナル、まんがタイム（芳文社））（過去に『まんがタイムラブリー』『まんがタイムファミリー』にも）
- 迷宮書架（活字倶楽部→かつくら（雑草社→新紀元社→桜雲社））
- 道行き猫車（まんがタイムコレクションひらのあゆ特集（芳文社））

### 連載終了
- ルリカ発進!（まんがタイム（芳文社））
- 星のズンダコタ（ぱふ（雑草社））
- 御宅百景（コミックファン（雑草社））
- 島の人（まんがタイムダッシュ→まんがタイムコレクションひらのあゆ特集（芳文社））
- 航海王子の優雅な船旅（まんがタイムファミリー）
- ひとくちめもり（Comic Piatto）